# Liste antiker Ortsnamen und geographischer Bezeichnungen/Ia
| Lateinischer Name     | Griechischer Name | Beschreibung                             | Heute                                                       | Quellen und Verweise | Lage |
| --------------------- | ----------------- | ---------------------------------------- | ----------------------------------------------------------- | -------------------- | ---- |
| Iabadius              |                   |                                          |                                                             | Smith;               |      |
| Iadera                |                   |                                          |                                                             | Smith;               |      |
| Iadoni                |                   |                                          |                                                             | Smith;               |      |
| Iaeta                 |                   |                                          |                                                             | Smith;               |      |
| Ialysus               |                   |                                          |                                                             | Smith;               |      |
| Iamissa               |                   |                                          |                                                             | Smith;               |      |
| Iamna                 |                   |                                          |                                                             | Smith;               |      |
| Iamnia                | Ἰάμνια (Iamnia)   | Stadt in Palästina                       | Jawne in Israel                                             | Smith;               |      |
| Iamphorina            |                   |                                          |                                                             | Smith;               |      |
| Iangacaucani          |                   |                                          |                                                             | Smith;               |      |
| Iapis                 |                   |                                          |                                                             | Smith;               |      |
| Iapodes               | Ἰάποδες (Iapodes) | keltischer Stamm nordöstlich von Istrien |                                                             | Smith;               |      |
| Iapygia               |                   |                                          |                                                             | Smith;               |      |
| Iapygium Promontorium |                   |                                          |                                                             | Smith;               |      |
| Iardanus              |                   |                                          |                                                             | Smith;               |      |
| Iardanus              |                   |                                          |                                                             | Smith;               |      |
| Iaspis                |                   |                                          |                                                             | Smith;               |      |
| Iassii, Iasi          |                   |                                          |                                                             | Smith;               |      |
| Iassus                |                   |                                          |                                                             | Smith;               |      |
| Iastae                |                   |                                          |                                                             | Smith;               |      |
| Iastus                |                   |                                          |                                                             | Smith;               |      |
| Iastus                |                   |                                          |                                                             | Smith;               |      |
| Iasus                 | Ἴασος (Iasos)     | Stadt in Karien                          | in der Nähe des Dorfes Kıyıkışlacık bei Milas in der Türkei |                      |      |
| Iatii                 |                   |                                          |                                                             | Smith;               |      |
| Iatinum               |                   |                                          |                                                             | Smith;               |      |
| Iatra                 |                   |                                          |                                                             | Smith;               |      |
| Iatrus                |                   | Fluss in Moesia                          | Jantra in Bulgarien                                         | Smith;               |      |